# Margherita di Huntingdon (signora di Galloway)
Margherita di Huntingdon (1194 – 1230 circa) è stata una nobile scozzese, nonna di re Giovanni di Scozia.

## Biografia
Era figlia di Davide di Huntingdon, fratello minore di re Guglielmo I di Scozia, ed era una delle nobili più importanti del regno di Scozia. Sposò per questo nel 1209 il potente feudatario Alan di Galloway come sua seconda o terza moglie, al quale diede almeno due figlie:
- Dervorguilla (1218-1290), madre di re Giovanni di Scozia;
- Christina (?-1246).

È possibile che anche altri figli di Alan fossero a loro volta figli di Margherita, ma le fonti su questo punto non sono chiare. Probabilmente era già morta nel 1228, ma alcuni documenti la menzionano ancora nel 1233.
Fu proprio tramite la discendenza da Margherita che la famiglia Balliol poté reclamare il trono scozzese in quanto discendente dal casato dei Dunkeld.

## Ascendenza
|                          |                   |                                          | Genitori                                |  |  | Nonni |  |  | Bisnonni           |  |  | Trisnonni             |  |
|                          |                   |                                          |                                         |  |  |       |  |  | Davide I di Scozia |  |  | Malcolm III di Scozia |  |
|                          |                   |                                          |                                         |  |  |       |  |  | Davide I di Scozia |  |  | Malcolm III di Scozia |  |
|                          |                   | Margherita del Wessex                    |                                         |  |  |       |  |  | Davide I di Scozia |  |  |                       |  |
| Enrico di Scozia         |                   |                                          |                                         |  |  |       |  |  | Davide I di Scozia |  |  |                       |  |
|                          |                   | Maud di Northumbria                      | Waltheof, conte di Northumbria          |  |  |       |  |  |                    |  |  |                       |  |
|                          |                   | Maud di Northumbria                      | Waltheof, conte di Northumbria          |  |  |       |  |  |                    |  |  |                       |  |
|                          |                   | Maud di Northumbria                      | Giuditta di Lens                        |  |  |       |  |  |                    |  |  |                       |  |
| Davide di Huntingdon     |                   | Maud di Northumbria                      |                                         |  |  |       |  |  |                    |  |  |                       |  |
|                          |                   | Guglielmo di Warenne, II conte di Surrey | Guglielmo di Warenne, I conte di Surrey |  |  |       |  |  |                    |  |  |                       |  |
|                          |                   | Guglielmo di Warenne, II conte di Surrey | Guglielmo di Warenne, I conte di Surrey |  |  |       |  |  |                    |  |  |                       |  |
|                          |                   | Guglielmo di Warenne, II conte di Surrey | Gundred, contessa del Surrey            |  |  |       |  |  |                    |  |  |                       |  |
| Ada de Warenne           |                   | Guglielmo di Warenne, II conte di Surrey |                                         |  |  |       |  |  |                    |  |  |                       |  |
|                          |                   | Elisabetta di Vermandois                 | Ugo I di Vermandois                     |  |  |       |  |  |                    |  |  |                       |  |
|                          |                   | Elisabetta di Vermandois                 | Ugo I di Vermandois                     |  |  |       |  |  |                    |  |  |                       |  |
|                          |                   | Elisabetta di Vermandois                 | Adelaide di Vermandois                  |  |  |       |  |  |                    |  |  |                       |  |
| Margherita di Huntingdon |                   | Elisabetta di Vermandois                 |                                         |  |  |       |  |  |                    |  |  |                       |  |
|                          | Ranulph de Gernon | Ranulph il Meschino                      |                                         |  |  |       |  |  |                    |  |  |                       |  |
|                          | Ranulph de Gernon | Ranulph il Meschino                      |                                         |  |  |       |  |  |                    |  |  |                       |  |
|                          | Ranulph de Gernon | Lucy de Bolingbroke                      |                                         |  |  |       |  |  |                    |  |  |                       |  |
| Ugo di Kevelioc          | Ranulph de Gernon |                                          |                                         |  |  |       |  |  |                    |  |  |                       |  |
|                          |                   | Maud di Gloucester                       | Robert di Gloucester                    |  |  |       |  |  |                    |  |  |                       |  |
|                          |                   | Maud di Gloucester                       | Robert di Gloucester                    |  |  |       |  |  |                    |  |  |                       |  |
|                          |                   | Maud di Gloucester                       | Mabel Fitzhamon                         |  |  |       |  |  |                    |  |  |                       |  |
| Matilda di Chester       |                   | Maud di Gloucester                       |                                         |  |  |       |  |  |                    |  |  |                       |  |
|                          |                   | Simone III di Montfort                   | Amaury III di Montfort                  |  |  |       |  |  |                    |  |  |                       |  |
|                          |                   | Simone III di Montfort                   | Amaury III di Montfort                  |  |  |       |  |  |                    |  |  |                       |  |
|                          |                   | Simone III di Montfort                   | Agnese di Garlande                      |  |  |       |  |  |                    |  |  |                       |  |
| Bertrada de Montfort     |                   | Simone III di Montfort                   |                                         |  |  |       |  |  |                    |  |  |                       |  |
|                          |                   | Matilde                                  | …                                       |  |  |       |  |  |                    |  |  |                       |  |
|                          |                   | Matilde                                  | …                                       |  |  |       |  |  |                    |  |  |                       |  |
|                          |                   | Matilde                                  | …                                       |  |  |       |  |  |                    |  |  |                       |  |
|                          |                   | Matilde                                  |                                         |  |  |       |  |  |                    |  |  |                       |  |